# Ralpharia coccinea
Ralpharia coccinea is een hydroïdpoliep uit de familie Tubulariidae. De poliep komt uit het geslacht Ralpharia. Ralpharia coccinea werd in 1984 voor het eerst wetenschappelijk beschreven door Watson. 